# تولا بهنگی خیل
تولا بهنگی خیل (به انگلیسی: Tola Bhangi Khel) یک شهرک در پاکستان است که در ناحیه میانوالی واقع شده‌است.